# Ama (duiker)

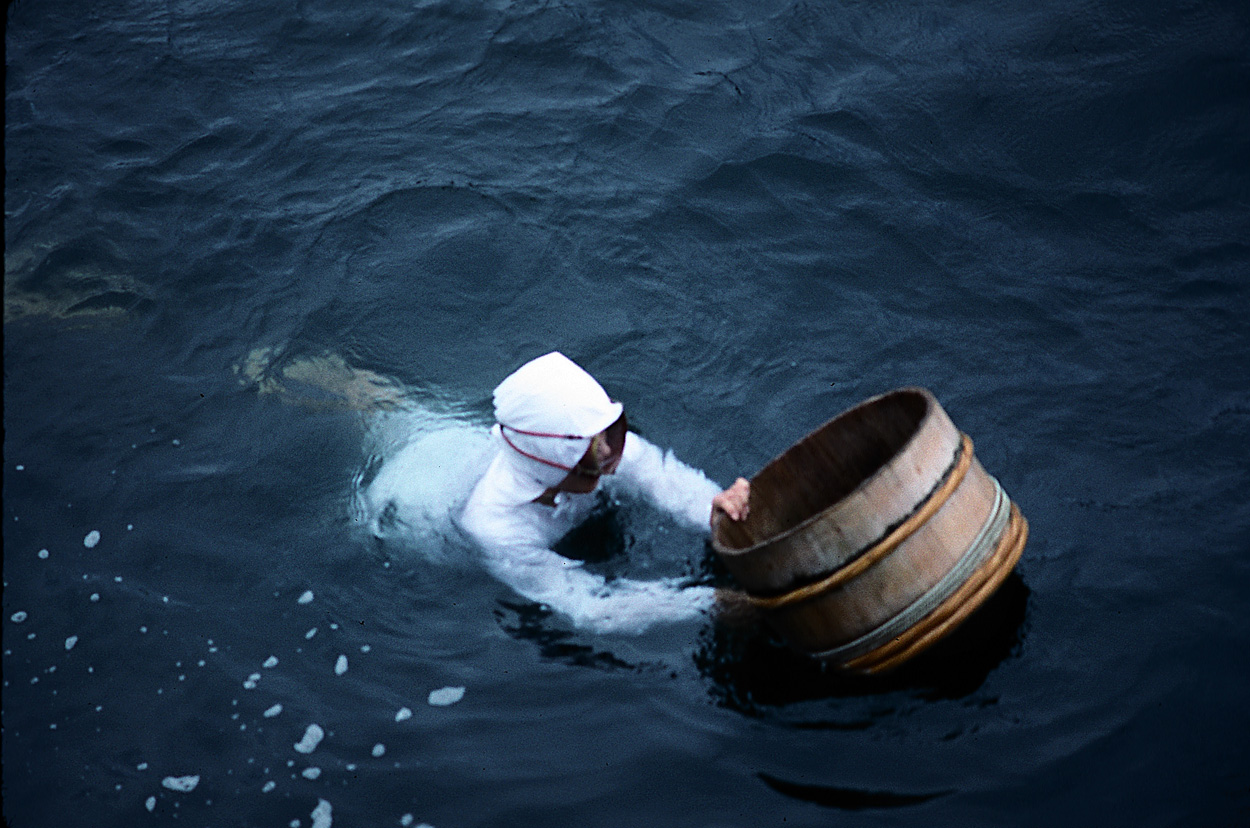
Een ama in actie

Ama (Japans: 海女) is de naam van de beroemde vrouwelijke duikers uit de regio Shirahama in Japan.
Zij duiken zonder gebruik van (perslucht)apparatuur naar grote diepten, op zoek naar pareloesters, eetbare oesters (abalone) en andere schatten van de zee.
Het is een eeuwenoud beroep, slechts gekenmerkt door twee belangrijke innovaties: het gebruik van duikmaskers (ongeveer een eeuw geleden) en van duikvinnen (ongeveer 50 jaar geleden). Tegenwoordig zijn er nog maar weinig ama's over.